# Tipo 65
Il Tipo 65 è un siluro pesante sovietico, con un ruolo contronave, di dimensioni fuori dal comune, date da una lunghezza di oltre 9 metri e un diametro di 610mm: era dotato di un sistema di autoguida sulla scia della nave, che teoricamente non può essere disturbato e una corsa di 50 km a 50 nodi, oppure 100 km a 30 (il Long Lance riusciva a percorrere 10-12 km a 48-50 nodi). Esso è stato impiegato da vari tipi di SSN, anche se ovviamente senza la possibilità di trasportarne in gran quantità, data la mole. Anche alcuni SSBN ne avevano, almeno nel caso dei Classe Typhoon, grazie ai tubi di lancio speciali, calibro 650 mm, in dotazione.